# Владимир Стоянов (фотограф)
Вижте пояснителната страница за други личности с името Владимир Стоянов.
Владимир Стоянов е професионален български спортен фотограф, фотограф на Интернет и печатното издание на „България днес“.

## Биография
Роден е на 23 септември 1980 г. в София. Завършва Националната професионална гимназия по полиграфия и фотография, след това учи в Софийския университет.
През годините е бил фотограф на вестник „168 часа“, „България днес“, част от Агенция LAP.BG.

## Личен живот
Стоянов е страстен почитател на футбола и хокея. Като юноша се състезава като вратар в ДЮШ на ПФК Левски (София). Понастоящем се състезава в първенството на малки врати с отбора на вестник „24 часа“. Вратар е на Националния отбор по футбол на България за журналисти, с който печели европейска купа през 2013 година.
Вратар е на отбора по хокей на лед Icedevils.
Семеен е с едно дете.